# Демографічна криза в Україні
Демографічна криза в Україні — процес депопуляції в Україні наприкінці XX — у першій чверті XXI століття.

## Причини
В Україні тенденція негативного природного приросту населення окреслилась на початку 90-х років XX століття. В сільській місцевості смертність почала перевищувати народжуваність ще у 1979 році, в містах — у 1992 році, в загальноукраїнському масштабі — у 1991 році. Дослідник Т. Соботка 
 [Архівовано 29 червня 2019 у Wayback Machine.], який вивчає динаміку чисельності населення, називає три фактори, що сприяють депопуляції: а) зниження рівня народжуваності; б) масова міграція; в) відносно висока смертність.
Глобальна тенденція падіння рівня народжуваності в Україні посилилася у 90-х роках XX століття у зв'язку з економічною кризою, зниженням рівня життя, доходів широких верств населення, невпевненністю у майбутньому. У 2015—2018 роках в Україні позначилася катастрофічна тенденція зниження рівня народжуваності. У 2018 році смертність перевищила народжуваність майже вдвічі. Слід зазначити, що з 2014 року триває агресія РФ проти України, у 2014—2015 роках відбулось різке зниження рівня життя більшої частини населення; крім того, у 2014 році влада в Україні зменшила державну підтримку сім'ям при народженні другої та третьої дитини. Л. Ткаченко, науковий співробітник Інституту демографії та соціальних досліджень імені Птухи НАН України, вважає, що народжуваність в Україні впала до тієї межі, коли знижуватися вже просто нікуди.
За даними Міністерства соціальної політики, станом на кінець 2018 року за кордоном України перебувало 3,2 мільйона українських трудових мігрантів. Ще 7—9 мільйонів громадян України їздили туди-назад. Головний їхній мотив — це також заробітки. На думку Ж. Балабанюк, відбувається штучне витіснення населення з території України.

## Статистика
| Рік  | УРСР/Україна | УРСР/Україна | УРСР/Україна | Польща     | Польща     | Польща  | РРФСР/РФ    | РРФСР/РФ   | РРФСР/РФ  |
| Рік  | населення    | народилось   | померло      | населення  | народилось | померло | населення   | народилось | померло   |
| ---- | ------------ | ------------ | ------------ | ---------- | ---------- | ------- | ----------- | ---------- | --------- |
| 1990 | 51 838 000   | 657 202      | 629 602      | 38 119 000 | 545 817    | 390 343 | 147 665 081 | 1 988 858  | 1 655 993 |
| 1991 | 51 944 000   | 630 813      | 669 960      | 38 245 000 | 547 719    | 405 716 | 148 273 746 | 1 794 626  | 1 690 657 |
| 1992 | 52 056 000   | 596,785      | 697 110      | 38 365 000 | 515 214    | 394 729 | 148 514 692 | 1 587 644  | 1 807 441 |
| ...  | ...          | ...          | ...          | ...        | ...        | ...     | ...         | ...        | ...       |
| 2009 | 46 143 000   | 512 526      | 706 740      | 38 167 329 | 417 589    | 384 940 | 142 737 196 | 1 761 687  | 2 010 543 |
| 2010 | 45 962 000   | 497 689      | 698 235      | 38 529 866 | 413 300    | 378 478 | 142 833 502 | 1 788 948  | 2 028 516 |
| 2011 | 45 778 000   | 502 595      | 664 588      | 38 538 447 | 388 416    | 375 501 | 142 865 433 | 1 796 629  | 1 925 720 |
| 2012 | ?            | 520 704      | 663 139      | 38 533 299 | 387 858    | 384 788 | 143 056 383 | 1 902 084  | 1 906 335 |
| 2013 | ?            | 503 656      | 662 368      | 38 495 659 | 369 576    | 387 312 | 143 347 059 | 1 895 822  | 1 871 809 |
| 2014 | ?            | 465 882      | 632 296      | 38 478 602 | 375 160    | 376 467 | 143 666 931 | 1 942 683  | 1 912 347 |
| 2015 | ?            | 411 783      | 594 795      | 38 437 239 | 369 308    | 394 921 | 146 267 288 | 1 940 579  | 1 908 541 |
| 2016 | ?            | 397 039      | 583 631      | 38 432 992 | 382 257    | 388 009 | 146 544 710 | 1 888 729  | 1 891 015 |
| 2017 | ?            | 363 987      | 574 123      | 38 433 558 | 401 982    | 402 852 | 146 804 372 | 1 689 884  | 1 824 340 |
| 2018 | ?            | 335 874      | 587 665      | 38 411 148 | 388 178    | 414 200 | 146 880 432 | 1 604 344  | 1 828 910 |
| 2019 |              |              |              |            |            |         |             |            |           |

## Демографічна криза внаслідокросійсько-української війни
За даними Національного банку, Мінекономіки та Мінсоцполітики станом на 1 липня 2025 року, через війну Україна втратила близько 40% працездатного населення. Приблизно 1,7 мільйона українців, які раніше працювали в країні, перебувають за її межами. Частка людей віком 65 років і старше збільшилася з 12% у 1991 році до 18% у 2021-му, а у 2024 році вона досягла 22%. При цьому лише 27% людей у віці старше 50 років працюють. 74% роботодавців відчувають брак кадрів, а середній дефіцит у компаніях становить приблизно 15% від штату. 
Водночас через демографічні зміни чисельність працездатного населення в Україні впала на 40% у порівнянні з довоєнним 2021 роком. Для відновлення економіки Україні необхідно додатково 4-5 млн людей.
Через виклики та загрози, спричинені тривалою війною, демографи прогнозують, що до 2041 року населення країни може зменшитися до 28,9 млн осіб, а до 2051-го - до 25,2 млн,.